# Kaede Karen
Kaede Karen (楓 かれん (Phong Khả-Liên) 25 tháng 8 năm 1999 –) là một nữ diễn viên khiêu dâm người Nhật Bản. Cô thuộc về công ti Life Promotion.

## Sự nghiệp
- Tháng 8/2018, cô ra mắt trong ngành thần tượng áo tắm.[1]
- Tháng 12/2018, cô ra mắt ngành phim khiêu dâm với tư cách là diễn viên độc quyền kỉ niệm 20 năm thành lập Idea Pocket.[2]
- Tháng 10/2019, cô được chỉ định làm diễn viên nữ quảng cáo cho hội đồng chiến dịch đĩa Blu-ray cùng với Hinata Marin.[3]
- Tháng 4/2021, cô xếp thứ 9 trong bảng "bầu cử nữ diễn viên phim khiêu dâm SEXY đang hoạt động 2021" của Asahi Geino.[4]
- Tháng 8/2021, cô xếp thứ 23 trong "Bảng xếp hạng FLASH 2021 diễn viên nữ gợi cảm chọn bởi 300 độc giả".[5]
- Vào tháng 8 và 9/2021, cô là nữ diễn viên phim khiêu dâm được thuê băng nhiều nhất hàng tháng trong hệ thống của FANZA.[6]
- 28/3/2022, cô thông báo sẽ rời ngành phim khiêu dâm trên Twitter.[7] Tháng 5/2022 cô xếp thứ 10 trong bảng "bầu cử nữ diễn viên phim khiêu dâm SEXY đang hoạt động 2022" của Asahi Geino.[8]
- Trong tuần ngày 13/2/2023, phim của cô "Kaede Karen-Điểm tận cùng của nét đẹp thuần khiết-Bộ 12 đĩa COMPLETE BEST 48 giờ gồm 37 tác phẩm tuyệt đẹp" (楓カレン-純美の終焉- COMPLETE BEST 48時間BOX 豪華37作品12枚組) đã xếp thứ nhất trong xếp hạng bán hàng qua bưu điện của FANZA.[9]
- Ngày 27/6 cùng năm, cô đã đăng trên Twitter về sự trở lại hoàn toàn của cô dưới tên diễn Kaede Karen.[10] Cô đã tham gia lại công ti Life Promotion.[11]

## Đời tư
- Cô sinh ra tại Tokyo.
- Kĩ năng đặc biệt của cô là nấu ăn (đặc biệt là Nikujaga).[12] Món cô thích nhất là các loại kẹo.[12]
- Người cô luôn hướng đến trong ngành phim khiêu dâm là Hashimoto Arina.[2]
- Người ta nói rằng cô giống nữ diễn viên Kawaguchi Haruna.
- Cô có nuôi một con chó (giống chó Nhật) tên là "Ushi" (bò con).
- Trái ngược với vẻ ngoài của cô, cô từng là một người hâm mộ anime và từng làm ở Animate.[12]
- Từng làm việc liên quan đến thể loại BL (đồng tính nam) ở Animate, từ đó cô có sở thích đọc truyện tranh BL.[12]
- Cô có nickname là "phiên bản phụ nữ của Yoshimura Taku".[13]
- Nghệ sĩ Aoyagi Takaya đã miêu tả tính cách của cô là "người để ý đến và phản ánh các chi tiết nhỏ bị mờ mặc dù trông cảnh quay ổn và đẹp".[14]
- Kiryūin Shō thuộc nhóm Golden Bomber đã tiết lộ anh là người hâm mộ cô, và trong tweet "trở lại hoàn toàn" được nhắc đến ở trên, anh đã trả lời là "Việc này như một ban nhạc đã giải thể bỗng dưng tái lập. Nước Nhật có một giấc mơ. Đất nước này không đáng bị vứt đi.",[15] "Tôi nghĩ đây là lời nhắn đến những người trẻ rằng họ không nên dừng theo đuổi giấc mơ".[15]